# Canton de Sabres
Le canton de Sabres est une ancienne division administrative française située dans le département des Landes et la région Aquitaine. Il a été supprimé par le nouveau découpage cantonal entré en vigueur en 2015. L'ancien canton est inclus depuis cette date dans le canton de Haute Lande Armagnac, sauf la commune de Lüe qui appartient au canton des Grands Lacs.

## Géographie
Ce canton était organisé autour de Sabres dans l'arrondissement de Mont-de-Marsan. Son altitude variait de 23 m (Escource) à 107 m (Sabres) pour une altitude moyenne de 71 m.

## Administration

### Conseillers généraux de 1833 à 2015
| Période | Période      | Identité                                       | Étiquette           | Qualité                                                                                                  |
| ------- | ------------ | ---------------------------------------------- | ------------------- | --- |
| 1833    | 1839         | Antoine Malichecq                              |                     | Notaire à Lüe                                                                                            |
| 1839    | 1841 (décès) | Joseph Dominique Papin Comte de Saint-Christau |                     | Propriétaire à Benquet                                                                                   |
| 1841    | 1848         | Jean Dupeyré                                   |                     | Procureur du Roi à Mont-de-Marsan                                                                        |
| 1848    | 1870         | Charles Aurélien Castaignède                   | Droite              | Propriétaire à Commensacq, juge de paix du canton de Sabres                                              |
| 1870    | 1877         | Jean-Émile Aurélien Castaignède                | Droite Bonapartiste | Ancien notaire à Pissos Propriétaire à Commensacq Député (1877-1881)                                     |
| 1877    | 1907         | Bernard Paul Sarran                            | Républicain         | Médecin - Maire de Sabres                                                                                |
| 1907    | 1935 (décès) | Léo Bouyssou                                   | Rad.                | Inspecteur de l'enseignement primaire Maire de Mano Député (1906-1935) Sous-secrétaire d'État (1930)     |
| 1936    | 1940         | Charles Lamarque-Cando                         | SFIO                | Directeur d'école à Mont-de-Marsan                                                                       |
|         |              |                                                |                     | |
| 1945    | 1951         | Charles Lamarque-Cando                         | SFIO                | Maire de Sabres (1945-1953) Député (1945-1958 et 1962-1968) Élu en 1967 dans le canton de Mont-de-Marsan |
| 1951    | 1976         | Jacques Lemée                                  | Rad.                | Médecin à Sabres                                                                                         |
| 1976    | 2001         | Jean Salinas                                   | PS                  | Instituteur Maire de Sabres (1964-1995)                                                                  |
| 2001    | 2015         | Jean-Louis Pédeuboy                            | PS                  | Employé Maire de Labouheyre depuis 2001 Président de la communauté de communes de la Haute Lande         |

### Conseillers d'arrondissement (de 1833 à 1940)
| Période                                  | Période | Identité                        | Étiquette                | Qualité |
| ---------------------------------------- | ------- | ------------------------------- | ------------------------ | --- |
| 1833                                     | 1848    | Charles Castaignède (1797-1871) |                          | Juge de paix, propriétaire à Commensacq                                                                     |
|                                          |         |                                 |                          | |
| 1886                                     | 1910    | Pierre Ipoustéguy               | Républicain opportuniste | Maitre de forges, conseiller municipal puis adjoint au maire de Labouheyre                                  |
| 1910                                     | 1934    | Julien Dupin                    | Radical                  | Cultivateur, maire de Sabres                                                                                |
| 1934                                     | 1940    | Léon Besse (1882-1951)          | SFIO                     | Artisan mouleur, adjoint au maire de Labouheyre                                                             |
| 1940                                     |         |                                 |                          | Les conseils d'arrondissement ont été suspendus par la loi du 12 octobre 1940 et n'ont jamais été réactivés |
| Les données manquantes sont à compléter. |         |                                 |                          | |

## Composition
Le canton de Sabres groupait huit communes et comptait 6 138 habitants (population municipale au 1er janvier 2007).
| Communes   | Population (2012) | Code postal | Code Insee |
| ---------- | ----------------- | ----------- | ---------- |
| Commensacq | 380               | 40210       | 40085      |
| Escource   | 595               | 40210       | 40094      |
| Labouheyre | 2 534             | 40210       | 40134      |
| Lüe        | 495               | 40210       | 40163      |
| Luglon     | 315               | 40630       | 40165      |
| Sabres     | 1 193             | 40630       | 40246      |
| Solférino  | 350               | 40210       | 40303      |
| Trensacq   | 276               | 40630       | 40319      |

## Démographie
| 1962  | 1968  | 1975  | 1982  | 1990  | 1999  | 2006  | 2007  | - |
| ----- | ----- | ----- | ----- | ----- | ----- | ----- | ----- | - |
| 5 329 | 5 898 | 5 905 | 6 052 | 6 189 | 5 918 | 6 093 | 6 138 | - |